# Sköldpaddesjön
Sköldpaddesjön är en direkt svensk översättning av det georgiska namnet Kus tba (georgiska: კუს ტბა, Kus = sköldpadda, Tba = sjö), en liten sjö i utkanten av Tbilisi, Georgiens huvudstad. Sjön har fått sitt namn eftersom just sköldpaddor lever vid denna plats. Ett annat, mindre använt namn på sjön är K'ork'i (georgiska: ქორქის ტბა, K'ork'is tba) 
Sköldpaddesjön ligger på berget Mtatsmindas sluttning, 686,7 m ö.h. Ytans area är 0,034 km², medan avrinningsområdet är 0,4 km². Sjöns maximala djup är 2,6 m.